# باري رولاند
باري رولاند هو سياسي بريطاني، ولد في أغسطس 1961 في درم في المملكة المتحدة. نشط حزبياً في مستقل.